# 勒克瑙协定
勒克瑙协定（Lucknow Pact）是指印度国大党和全印穆斯林联盟之间签署的协议。1916年，国大党成员穆罕默德·阿里·真纳和穆斯林联盟商议，迫使大英帝国政府给予印度更多自由，确保印度人有更多管理国家的权力。对穆斯林联盟联盟而言，是政策的转折点，该协定保证了穆斯林联盟的利益，以维护英国在印度的统治。孟加拉地区的划分遭到非议以后，穆斯林联盟的立场受到质疑，此时真纳接近该政党，成为该协定的的设计者；尽管真纳为国大党成员，后来成为穆斯林联盟的领导人。
勒克瑙协定的签署，也是国大党二大主要派别即激进派和温和派走向合作的标志。